# Karlovo údolí
Karlovo údolí (německy Karltal, ve starší verzi Karlthal nebo Karlsthal) je areál bývalého lázeňského komplexu ve stejnojmenné lokalitě na katastrálním území Šluknova, nejseverněji položeného města České republiky (okres Děčín, Ústecký kraj). Budovy s přilehlými objekty a vodními plochami byly využívány zpočátku jako lázně, od druhé poloviny 20. století až do jeho závěru pak pro rekreaci zaměstnanců státních podniků, jako učiliště nebo jako škola v přírodě.

## Geografická poloha
Bývalý lázeňský areál leží zhruba 2 km jihovýchodně od Šluknova a 1,2 km severně od vrchu Vlčice (512 m n. m.), v prostoru mezi železniční tratí z Rumburka do saského Sebnitzu a místní silnicí, která vede ze Šluknova do Starých Křečan. Ústřední budova, obklopená lesem a vodními plochami, se nachází v nadmořské výšce 360 metrů.

## Historie

### Vznik Karlova údolí
Dne 23. března 1872 byla zahájena stavba 9,68 km dlouhé tratě z Rumburka do Šluknova. Toho vzápětí využil Karl Schütz (1829 - 1899), majitel pekařství ve Šluknově, který poblíž rozestavěné tratě postavil dřevěnou boudu, která sloužila jako vývařovna jídel i občasné přístřeší pro stavební dělníky. Později začal Karl Schütz nabízet občerstvení také výletníkům, kteří sem přicházeli pozorovat stavbu železnice. Trať do Šluknova byla dokončena již 8. ledna 1873. Během krátké doby Karl Schütz získal dostatek prostředků, aby si mohl koupit celé údolí s lesem, loukami a potokem, které pak dostalo po svém majiteli jméno Karlsthal.

### Budování rekreačního komplexu
Na místě původní dřevěné boudy byla postavena hospůdka „Modrá koule“ a následně vznikl poblíž i nový cihlový objekt, který sloužil jako restaurace. Pro pobavení návštěvníků byl vybudován i menší pavilón, kde byly chovány opičky, a po přehrazení potoka také rybník, na němž byl umístěn vodní kolotoč se čtyřmi loďkami. Po Karlu Schützovi převzal podnikání v Karlově údolí jeho syn Emil, který v dubnu 1904 požádal o povolení výstavby nové budovy s tanečním sálem a hostinskými pokoji. Rodina Schützů však vlastnila celý komplex jen do roku 1910 nebo 1911, kdy jej z finančních důvodů prodala městu Šluknovu.

### Lázně Karlovo údolí

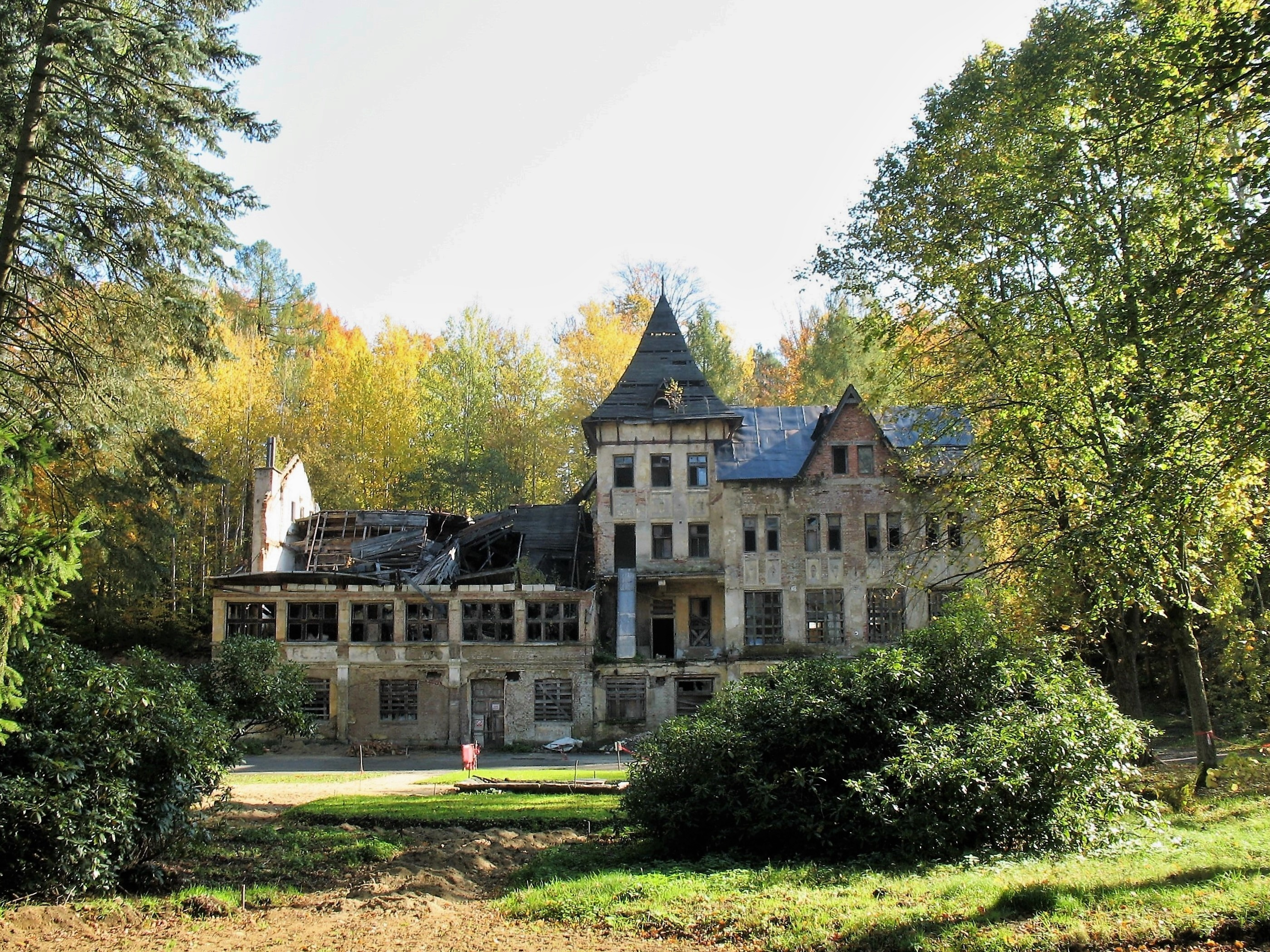
Bývalé lázně Karlovo údolí

Vedení města rozhodlo 7. dubna 1913 o zbourání některých částí budov a o přeměně stávajícího tanečního sálu a restaurace v moderní lázeňský hotel. První kolaudace proběhla již v květnu 1914, avšak definitivně byl nový lázeňský hotel zkolaudován 12. listopadu 1926, tedy až osm let po skončení první světové války. Již předtím však byly v areálu pořádány různé slavnosti, včetně oslav 50. výročí existence letoviska Karlova údolí, které zde proběhly v roce 1923. Železniční zastávku Karlovo údolí (Šluknov údolí), vzdálenou po cestě z lázní jen asi 500 metrů, nechalo město zřídit již v roce 1914. Cesta i samotná zastávka byla osvětlena elektrickými lampami. V roce 1929 byla až k lázním vydlážděna nová silnice.
Součástí lázeňského komplexu byl také rozlehlý park s okrasnými stromy a keři, s bazénkem s vodotryskem, jezírkem se zlatými rybkami a vodním ptactvem, velkým rybníkem, který byl využíván k romantickým projížďkám na lodičkách a s lesním divadlem, které bylo vybudováno na jižním okraji celého areálu již v roce 1916. Bylo zde pamatováno i na dětské návštěvníky. U lázeňského hotelu bylo hřiště s houpačkami, skluzavkami, lanovkou a kolotočem a poblíž byla i pozoruhodná sáňkařská dráha, kde po kolejích jezdily dřevěné sáně, opatřené kolečky. Další místní atrakcí byla elektrická miniželeznice.

### Změna poměrů
Během druhé světové války bylo v Karlově údolí umístěno rekreační a léčebné středisko pro německou armádu. V roce 1950 převedly Městský národní výbor ve Šluknově a Severočeské státní lesy bezúplatně celý lázeňský areál do vlastnictví pražského Dopravního podniku. Správou areálu byl pověřen závodní výbor ROH vozovny Pankrác a poté závod Elektrické dráhy. ZV ROH vozovny Pankrác pronajal 1. 9. 1963 objekt Československým státním drahám - správě Ústecké dráhy pro potřeby železničního odborného učiliště. V letních měsících se v Karlově údolí i nadále rekreovali zaměstnanci Dopravního podniku.
Během půlstoletí, kdy byly bývalé lázně ve vlastnictví Dopravního podniku, zde byla prováděna jen nejnutnější údržba. V roce 1990 sice byly zahájeny určité rekonstrukční práce, avšak mezitím se zřítil přístavek s pěti hostinskými pokoji a v roce 1994 byly rekonstrukční práce zastaveny. Tzv. „Hájenka“ byla pronajata v roce 1993 a v roce 2001 pak prodána soukromé osobě. Od roku 2000 nabízel Dopravní podnik bývalé lázně Karlovo údolí k prodeji prostřednictvím realitních kanceláří. Během let, kdy objekt bývalých lázní získala soukromá majitelka a budovy již nebyly střeženy bezpečnostní agenturou, došlo k jejich dalšímu chátrání a rozebírání materiálu sběrači kovů. Budova železniční zastávky Šluknov údolí byla zbourána v červnu 2014.

### Poslední pokus o záchranu
Na jaře roku 2017 pozůstatky lázní Karlovo údolí zakoupil nový soukromý majitel z Liberecka s úmyslem pokusit se s pomocí dobrovolníků vrátit tomuto místu jeho bývalou slávu. Podle vyjádření statika, který ruinu v létě 2017 prohlédl, zůstala možnost její záchrany otevřená, byť s určitými pochybnostmi. Prvním úkolem nových majitelů bylo provizorní zabezpečení střechy a základní vyčištění přilehlých prostor. Snahám o záchranu kdysi proslulého letoviska vyjádřilo podporu i město Šluknov, které je vlastníkem okolních lesních pozemků a vodních ploch.

## Fotogalerie

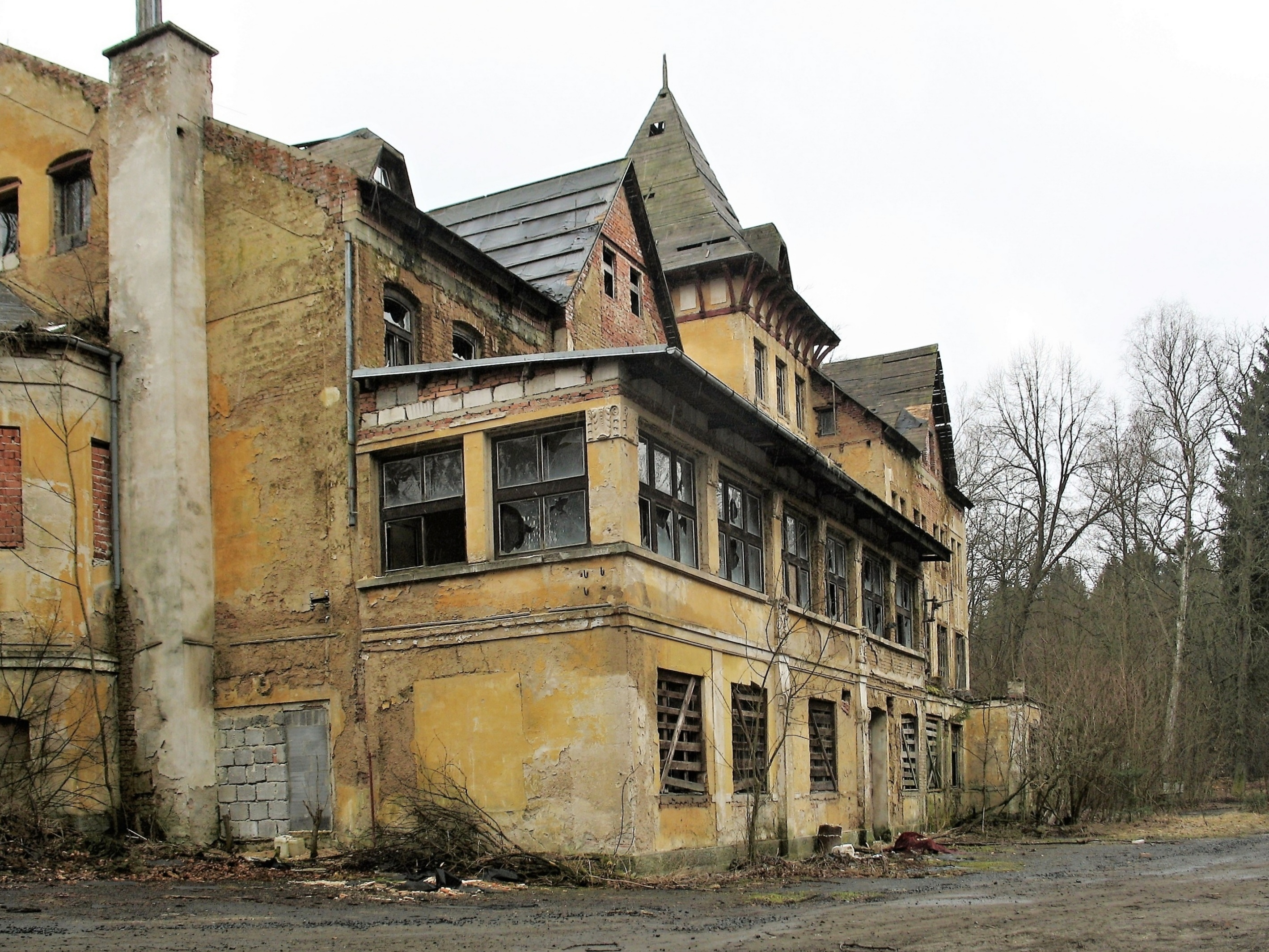
Stav hlavní budovy v roce 2011
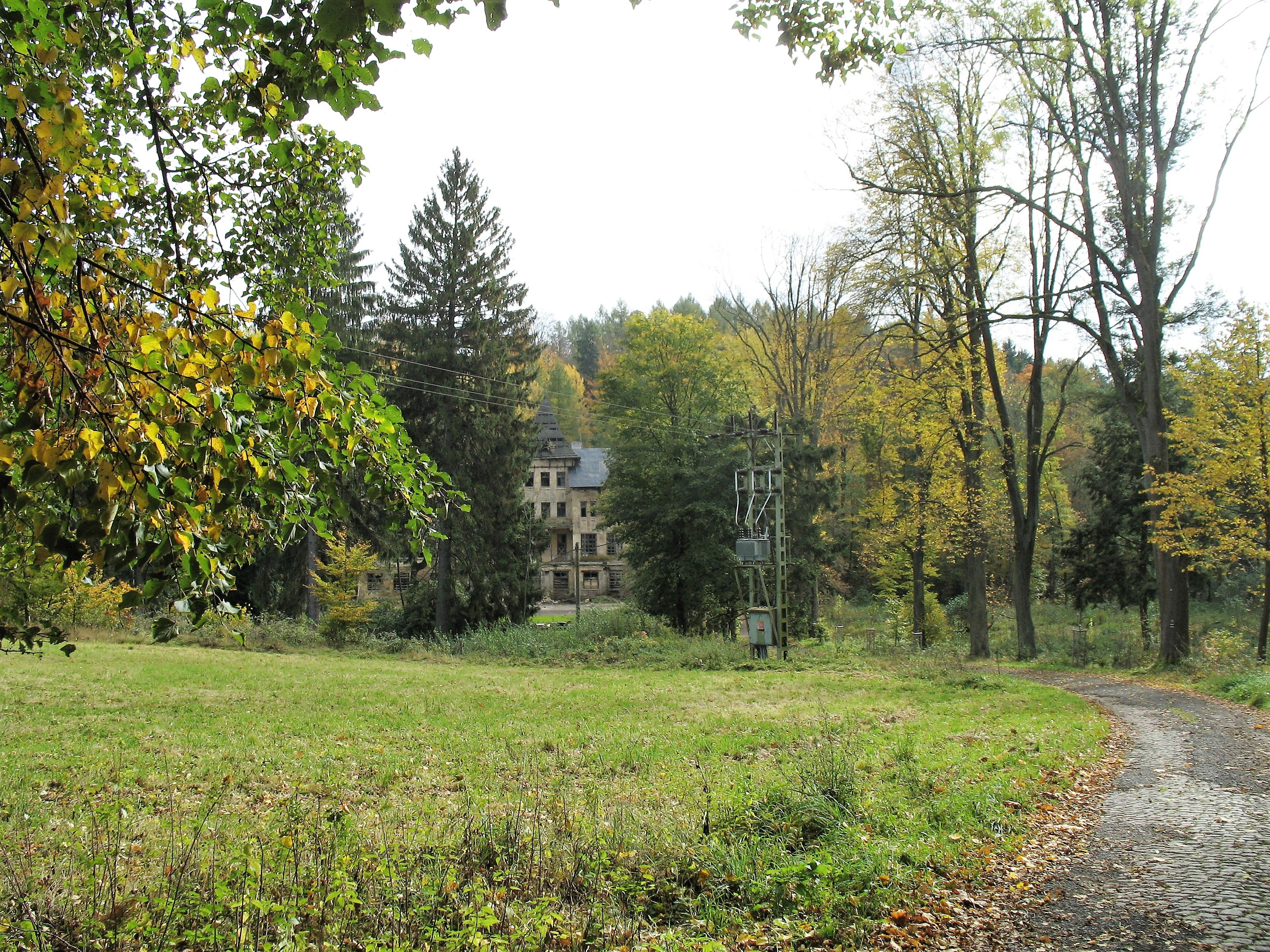
Cesta u vstupu do Karlova údolí
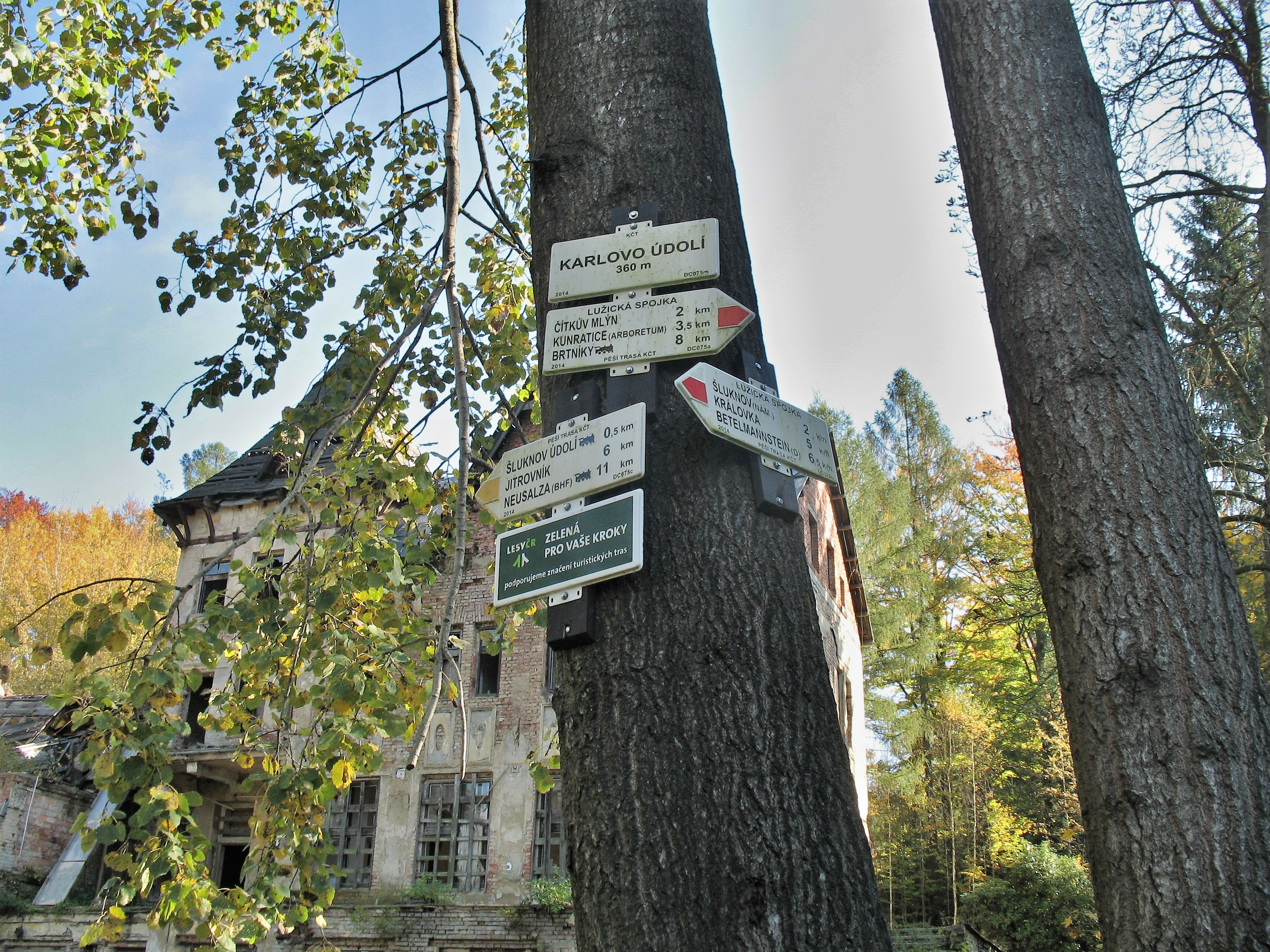
Rozcestí turistických cest před lázeňským hotelem
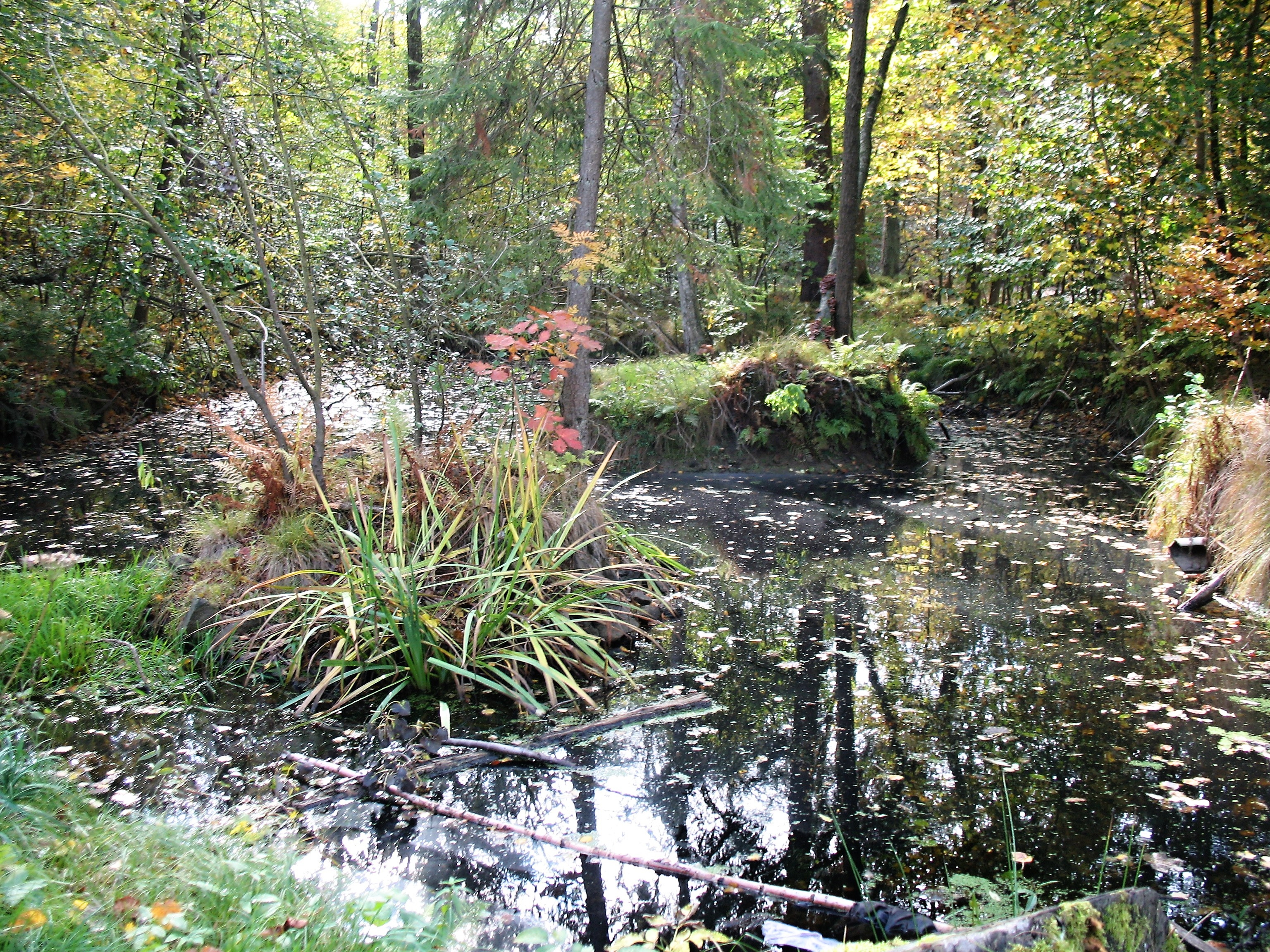
Jezírko, kde bývaly zlaté rybky a vodní ptactvo
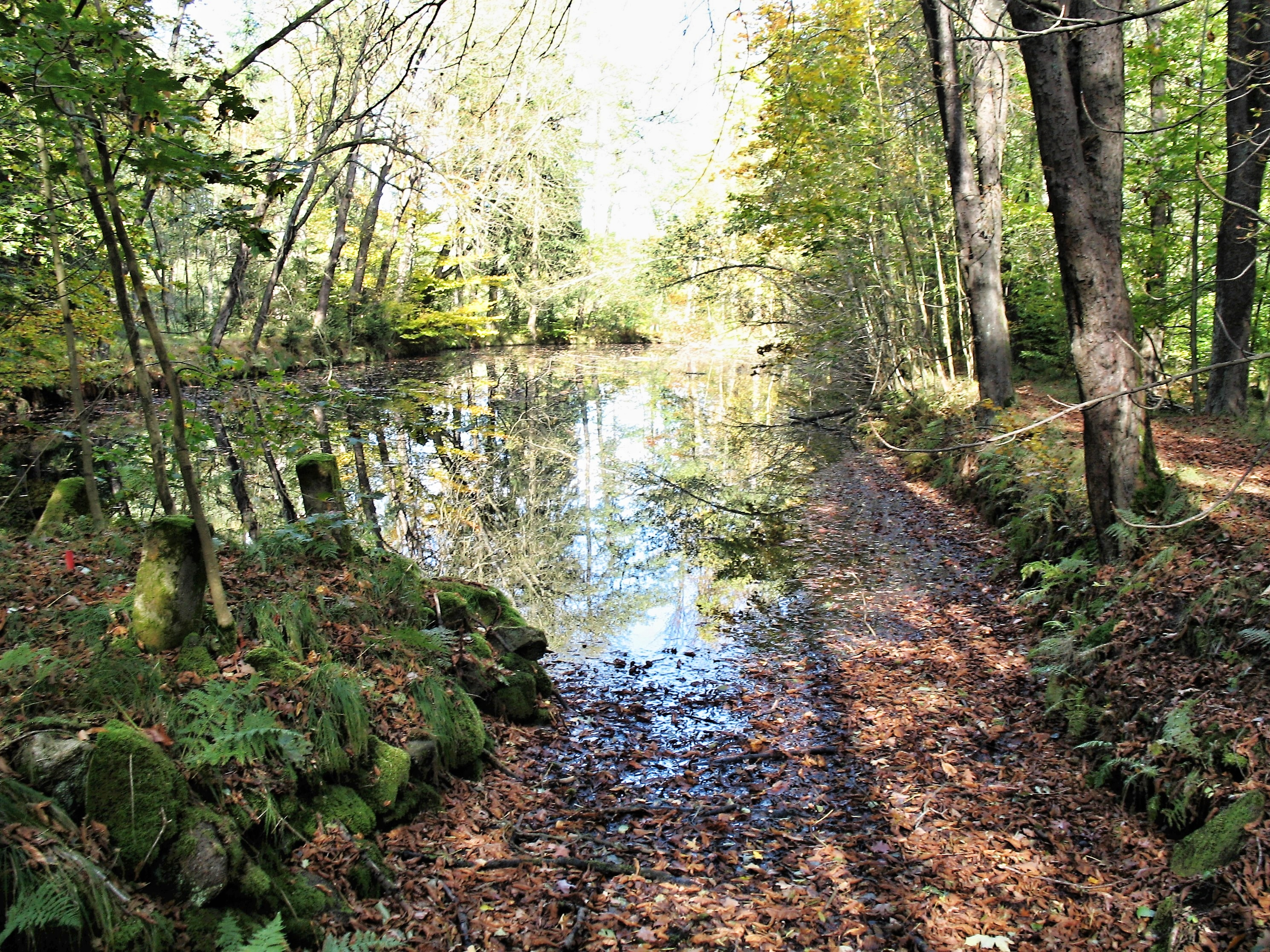
Velký rybník s bývalým přístavištěm loděk
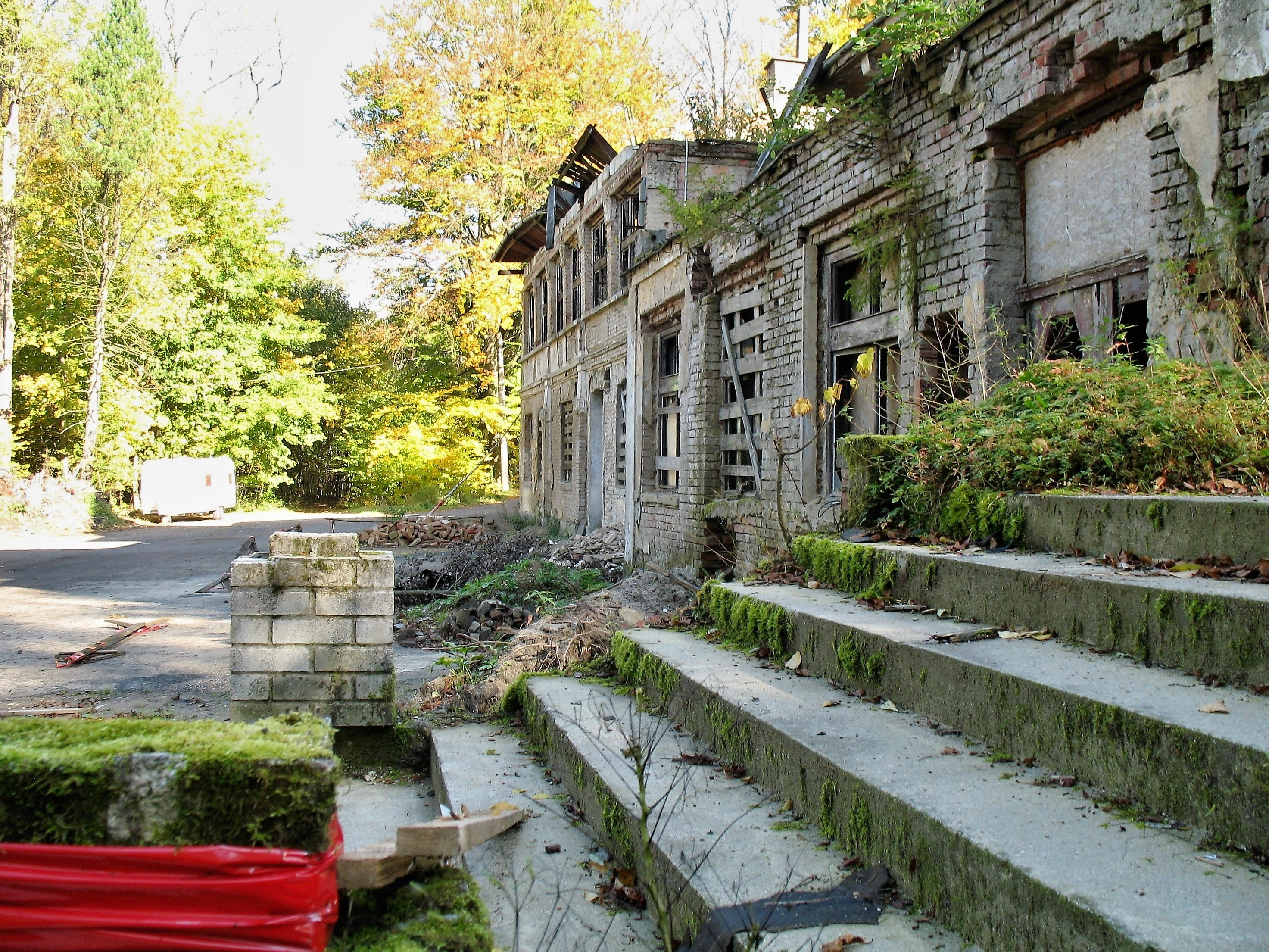
Hlavní vstupní schodiště do objektu lázní

## Zajímavosti v okolí
Přímo před hlavní budovou bývalých lázní roste jasan ztepilý, který je zapsán na seznamu památných stromů v děčínském okrese. Asi 1,5 km jihozápadně od někdejšího lázeňského hotelu se nedaleko červeně značené turistické cesty nachází středověký důl Schweidrich (veřejnosti nepřístupný). O dalších zhruba 1200 metrů dále směrem na západ lze po červené turistické značce dojít k arboretu v Kunraticích, které zapsáno na seznamu světových arboret a botanických zahrad. Arboretum o rozloze 4,2 ha slouží k výuce studentů Střední lesnické školy ve Šluknově, po dohodě si jej však mohou prohlédnout i zájemci z řad veřejnosti.